# Танк Данченко

## Історія розробки
Танк прориву Данченко — проєкт радянського надважкого танка, розроблений 1933 року в НДІ ВАММ під керівництвом М. В. Данченка. Проєкт дослідного 500 тонного танка був розроблений в червні 1933 року, за загальною компонувальною схемою він відповідав танкам Т-42 і ТГ-5. Передбачалося оснастити танк бензиновим двигуном потужністю 6000 к.с., що забезпечило б швидкість ходу 30 км/год. Будівництво прототипу так і не було здійснено з причин величезних габаритів та позамежної маси танка.